# Валенса. Людина з надії
Валенса. Людина з надії (пол. Wałęsa. Człowiek z nadziei (Польська вимова: [vaˈwɛ̃sa tʂwɔˈvʲɛk s naˈdʑɛj])) — польський біографічний фільм 2013 року режисера Анджея Вайди з Робертом Вєцкевичем у ролі Леха Валенси. На краківському кінофестивалі Off Plus Camera у квітні 2012 року Вайда заявив, що він передбачав неприємності після виходу фільму на екрани. Фільм був відібраний як польська заявка на здобуття премії «Оскар» у номінації «Найкращий фільм іноземною мовою» на 86-й церемонії вручення нагород Американської кіноакадемії, але не був номінований.

## Сюжет
Фільм розповідає про життя і діяльність Леха Валенси, відомого польського активіста і лідера профспілки «Солідарність», який був ключовою постаттю в боротьбі за права працівників та демократію в Польщі в 70-80-х роках XX століття.
Сюжет починається в 1970 році, коли Лех Валенса працює електриком на Гданській корабельні імені Леніна. Він стає свідком кривавого розгону протестувальників владою. Ця подія залишає глибокий слід в його серці і стає поштовхом для його активної участі у громадських рухах. Через десять років у 1980 відбувається новий страйк, і він стає неочікуваним і харизматичним лідером польських докерів. Лех Валенса стає лідером «Солідарності», першої незалежної профспілки в соціалістичному блоку, яка виступала за права працівників та громадянські свободи.
За короткий час «Солідарність» набуває сильної підтримки та об'єднує мільйони польських громадян внаслідок чого керівництво Польщі було змушено узяти курс на компроміс з «Солідарністю», визнати їхні вимоги та дозволити їй брати участь у політичному житті. Фільм завершується виступом Леха Валенси на об'єднаному засіданні обох палат конгресу США.
У фільмі другим планом показані, що взаємини між Лехом Валенсою та його дружиною, Данутою, які були надзвичайно складними через його активну участь у політичних рухах та великий публічний інтерес до його особистого життя.

## Проблематика фільму
Лідерська роль Валенси означала початок нового руху, який успішно подолав комуністичний режим того періоду, і Валенса став представником більшості населення Польщі. Радянський Союз, який раніше вважався надто могутнім, щоб йому протистояти, зрештою вже не може простояти цьому руху. Польський приклад солідарності спричинив ефект доміно по всій Східній Європі: люди у Східній Німеччині наслідували польський приклад, розпочавши демонстрації за свободу, які досягли возз'єднання Німеччини мирним шляхом. Тоді Радянський Союз розпався разом із Югославією. У той час як Європа змінюється, Польща залишається стабільною і мирною. Проте з'являється величезна кількість різноманітних політичних партій, і Польща опиняється на межі того, щоб стати такою ж некерованою, як пізня Веймарська республіка. Згодом Валенсу обирають першим президентом нової польської демократії, але це супроводжується почуттям обурення серед польського народу, який починає вважати, що Валенса стає привілейованою особою. Як наслідок, польський народ починає шукати способи применшити значення Валенси, аж поки не досягає своєї мети, викриваючи дії минулого періоду.

## Акторський склад
| Актор                   | Роль                          |
| ----------------------- | ----------------------------- |
| Роберт Вєцкевич         | Лех Валенса                   |
| Агнешка Гроховська      | Данута Валенса                |
| Збігнєв Замаховський    | Навісляк                      |
| Марія Розарія Омаджо    | Оріани Фаллачі                |
| Цезарій Косинський      | Майхжак                       |
| Мирослав Бака           | Клеменс Гнєх                  |
| Івона Бєльська          | Ілона сусідка Валенси         |
| Мацей Штур              | священик                      |
| Малгожата Зайончковська | продавчиня                    |
| Марчін Гікнар           | член KOR Рисєк                |
| Дорота Велман           | Генріка Кшивонос              |
| Адам Воронович          | Тадеуш Фішбах                 |
| Марчін Перчуч           | інструктор                    |
| Ева Курило              | Анна Валентинович             |
| Аркадіуш Детмер         | Малиновський                  |
| Матеуш Костюкевич       | Кшисік                        |
| Пьотр Пробош            | Міяк                          |
| Єжи Насеровський        | дідусь Міяка                  |
| Ева Колашинська         | робітниця верфі               |
| Міхал Чернецький        |                               |
| Ремігіуш Янковський     | робітник верфі                |
| Войцех Каларус          | голова                        |
| Мацей Марчевський       | член KOR                      |
| Мацей Конопіньський     | агент SB                      |
| Марсель Глоговскі       | Богдан Валенса (8–10 років)   |
| Віктор Малиновський     | Ярослав Валенса (3–5 років)   |
| Каміль Яворський        | Пшемислав Валенса (5–7 років) |
| Якуб Свідерський        | Людвік Прандзинський          |
| Богуслав Кудлек         | Богдан Борусевич              |
| Міхал Майєр             | Єжи Боровчак                  |
| Гжегож Малецький        | агент UB                      |
| Єва Констанція Булгак   | митниця                       |
| Даміан Ягуш             | солдат                        |

## Фільмування
Про бажання зняти художній фільм про Леха Валенсу Анджей Вайда заявив ще у 2008 році у своїй заяві для TVN24. Режисер заявив, що це може бути третя частина серіалу, яка включає Людину з мармуру та Людину із заліза. Він сказав: «я давно хотів зняти такий фільм. Після цих двох, після людини з мармуру та заліза, тепер, мабуть, має бути людина надії. Це була б гарна характеристика для Леха Валенси, тому що він дав мені це особисто, і я думаю, не тільки мені, велику надію».
У квітні 2011 року Вайда сказав The Guardian, що має намір зняти фільм, який «проллє нове світло на Леха Валенсу», а автор Януш Ґловацький сказав, що фільм «буде не лише романтичним. Буде також іронія. Не хвилюйтеся». Вайда також заявив, що Нобелівський лауреат і колишній президент Польщі схвалив проєкт.
Вайда заявив, що він вважає цей фільм найскладнішим професійним викликом у своїй кар'єрі кінорежисера. Однак він продемонстрував усвідомлення категоричного імперативу й процитував гасло свого особистого друга Валенси: «Nie chcę, ale muszę» («Не хочу, але мушу»).
Вайда оголосив про свій намір поєднати реальні сучасні новини з вигаданим змістом фільму, щоб «дати свідчення правди». Сучасні кадри було адаптовано шляхом накладання обличчя Роберта Вєцкевича на справжнє обличчя Валенси. Сцени були зняті «на локаціях в Гданську, в тому числі на історичній верфі та її околицях, а також у Варшаві». Як сказав Вайда в інтерв'ю Chicago Tribune, сенс його роботи полягав не в тому, щоб розважати західний світ, а в тому, щоб розкрити історичну правду для польської аудиторії.
Гловацький запевнив журналістів, що його сценарій не мав бути апофеозом, а натомість показав Валенсу «як людину з плоті та крові, лідера великої сили, але також людину, яка має свої слабкості». Сценарист був суттєво вражений, коли дізнався, що Вайда прагне дотримуватися такого ж підходу і, отже, «подумав, що це буде цікавий проєкт».
Збігнєв Замаховський, який зіграв роль офіцера Служби безпеки, який допитує Валенсу про його роль, сказав: «Це складно, тому що це довга сцена на 8 сторінок, яку ми знімали без перерв».
Спочатку роль Оріани Фаллачі мала зіграти Моніка Беллуччі, вартість її кількахвилинного епізоду оцінювалася приблизно в 4 мільйони злотих. Однак, за словами режисера, бюджету фільму для цього недостатньо. Зрештою, журналістку зіграла Марія Розарія Омаджо, яка прокоментувала роль так: «Мені багато разів казали, що я схожа на Фаллачі. Не тільки своєю зовнішністю, а й голосом. Для мене це велика честь, я не хочу розчаровувати Оріану чи Анджея Вайду».
Під час виробництва фільм був анонсований під назвою «Валенса», але 1 липня 2013 року було оприлюднено нову, розширену назву: "Валенса. Людина надії / Walesa: Man of Hope, що є відсиланням до попередніх робіт Анджея Вайди — фільмів «Людина з мармуру» (1976) та «Людина із заліза» (1981). Крім того, у минулому режисер створив кіноетюд «Людина надії», що увійшов до фільму-новели «Солідарність, солідарність…» (2005).

## Прем'єра

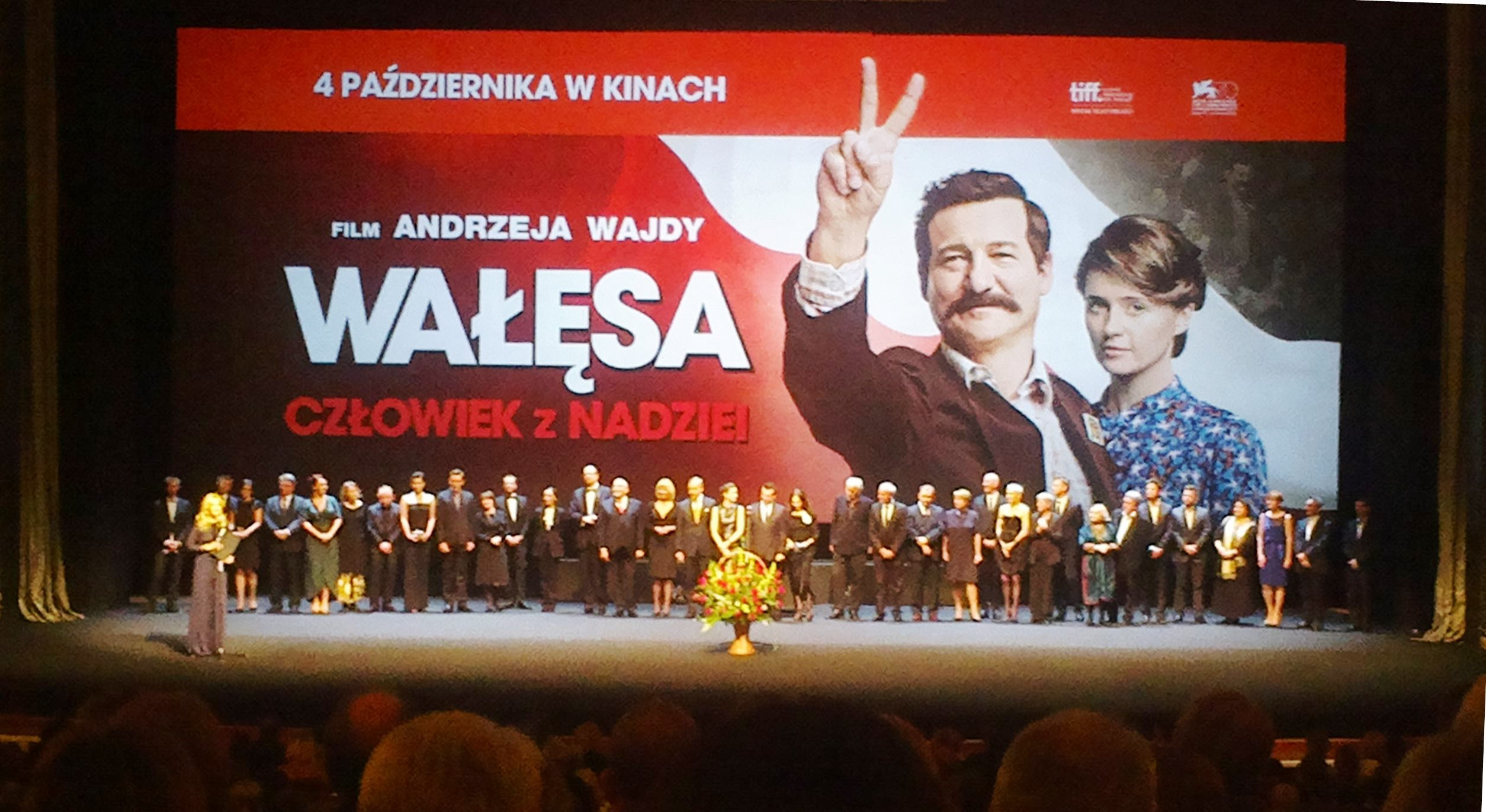
Прем'єра фільму у Великому театрі у Варшаві

Спочатку прем'єра фільму була запланована на початок 2013 року, але цим планам завадили наслідки розслідування щодо «Amber Gold», яка була одним із головних приватних спонсорів проєкту. У серпні 2012 року було оголошено про рішення продюсера фільму перерахувати отриману від Amber Gold суму в 3 мільйони злотих на депозит «з моральних міркувань», що призвело до труднощів із фінансуванням етапу пост-продакшну.
Пізніше прем'єру фільму двічі переносили: спочатку на квітень 2013 року, а потім на осінь 2013 року. Дата виходу була призначена на 4 жовтня 2013 року.
Офіційна прем'єра фільму відбулася у Великому театрі у Варшаві 21 вересня 2013 року. Фільм вийшов у прокат 4 жовтня 2013 року.
Фільм увійшов до програми Таїландського кінофестивалю ЄС 2014 року і був показаний у містах Хон Каен, Чіангмай та Бангкок. Поряд з такими фільмами, як іспанська стрічка «Пелайос», фільм був одним із семи фільмів, які демонструвалися в усіх трьох містах.